# Susanne Lorcia
Susanne Lorcia (18 de diciembre de 1902 - 27 de noviembre de 1999) fue una bailarina francesa.
En 1914, a los doce años, comenzó a estudiar danza en la Escuela de la Ópera de París. En 1918 fue contratada para el Ballet de la Ópera de París. En 1931 se convirtió en bailarina estrella, abandonando la compañía en 1950. Participó en el ballet Les Animaux modèles, de Serge Lifar, con música de Francis Poulenc.
- Datos: Q6136406